# Zvonička v Čakové
Dřevěná zvonička stojí v obci Čaková v okrese Bruntál. Byla zapsána do Ústředního seznamu kulturních památek ČR.

## Popis
Drobná dřevěná deštěná stavba z roku 1724. Zvonice je postavena na zděné podezdívce, je hranolová s jehlanovou střechou krytou šindelem. Vnitřní část tvořena čtyřmi dřevěnými sloupky na nichž je stanová střecha pobita šindelem. Na korouhvičce je datum 1754. Původní zvon byl odevzdán v druhé světové válce, nový zvon byl pořízen po jejím ukončení.